# Liotyphlops albirostris
Espèce
Synonymes
- Rhinotyphlops albirostris Peters, 1857
- Typhlops emunctus Garman, 1884
- Helminthophis petersii Boulenger, 1889
- Helminthophis canellei Mocquard, 1903
- Helminthophis bondensis Griffin, 1916
- Liotyphlops cucutae Dunn, 1944
- Liotyphlops caracasensis Roze, 1952
- Liotyphlops rowani Smith & Grant, 1958

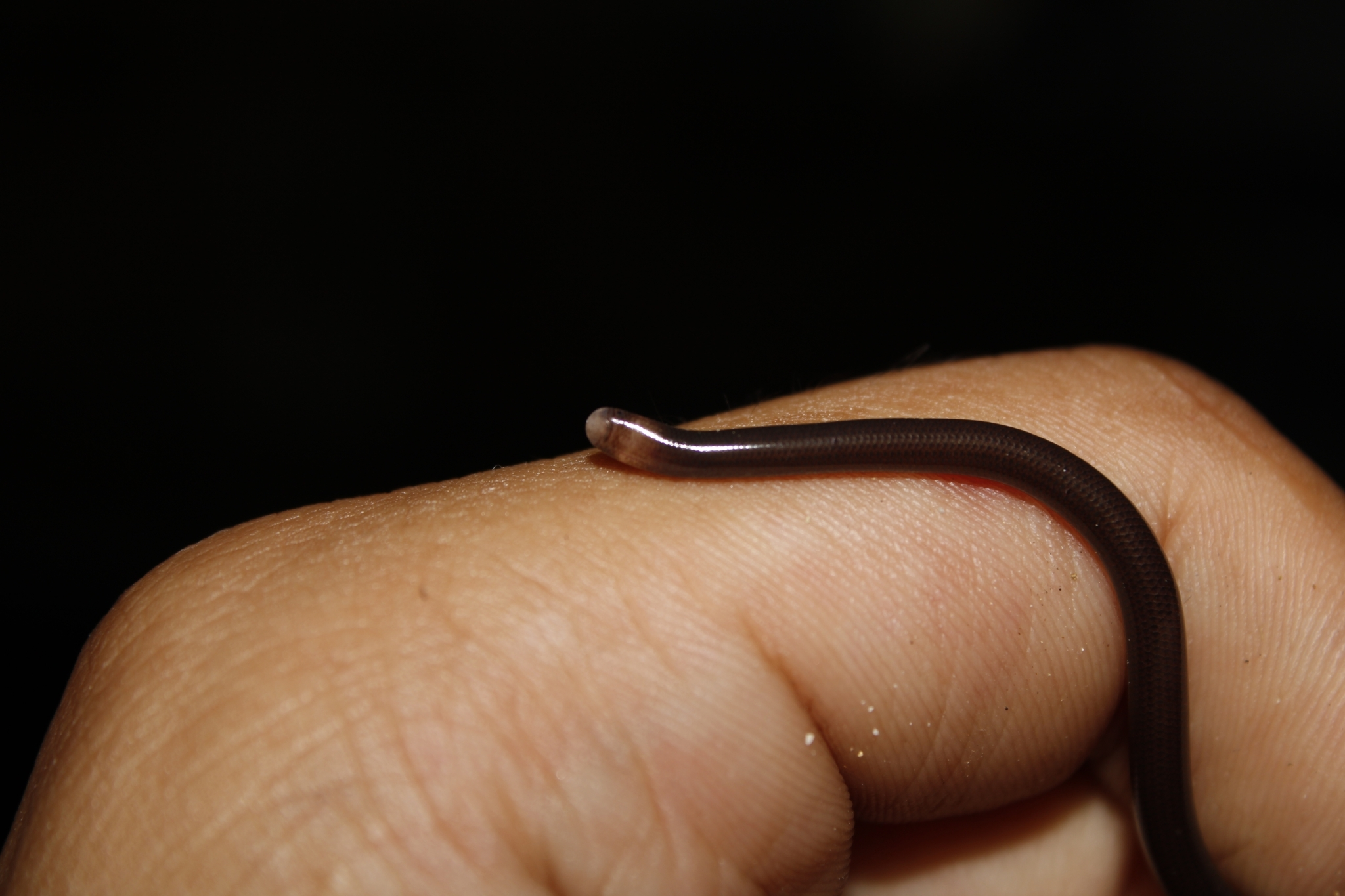
Liotyphlops albirostris

Liotyphlops albirostris est une espèce de serpents de la famille des Anomalepididae.

## Répartition
Cette espèce se rencontre :
- au Costa Rica ;
- au Panamá ;
- en Colombie ;
- au Venezuela ;
- en Équateur ;
- au Brésil dans les États du Mato Grosso, d'Espírito Santo, de São Paulo et du Paraná  ;
- en Argentine dans les provinces de Corrientes et de Misiones.

## Publication originale
- Peters, 1857 : Vier neue amerikanische Schlangen aus der Familie der Typhlopinen und darüber einige vorläufige. Monatsberichte der Königlich Preussischen Akademie der Wissenschaften zu Berlin, vol. 1857, p. 402-403 (texte intégral).